# Menșevic
Menșevicii (rusă меньшевики) au fost o facțiune a mișcării revoluționare din Rusia care a apărut în 1903 după o dispută dintre Vladimir Ilici Lenin și Iulius Martov, amândoi membri ai Partidului Social Democrat al Muncii din Rusia (PSDMR). La Congresul al doilea al PSDMR, Lenin a apărat ideea unui partid mic format din revoluționari de profesie, cu un număr mare de simpatizanți și suporteri nemembri de partid. Martov nu a fost de acord, el credea că era mai bine să ai un partid mare format din activiști. Majoritatea membrilor de partid a fost de acord cu Martov și au format facțiunea menșevică, în timp ce facțiunea lui Lenin a devenit cunoscută ca bolșevică. Deși majoritatea membrilor de partid a fost de partea lui Martov, ei au format o minoritate printre conducători și astfel se explica, cel puțin în parte, numele de menșevic – de la cuvântul rusesc меншинство minoritate în timp ce bolșevicii erau majoritari – din rusă большинство. Alt sens ar fi cel de minimalist, care dorește mai puțin, spre deosebire de maximaliștii lui Lenin, care aveau o poziție radicală.
Menșevicii au devenit mai de stânga în timpul Revoluției din 1905 și au fost activi în mod particular în soviete și în nou apăruta mișcare sindicală. Ca rezultat, cele două facțiuni s-au reunit, iar PSDMR a fost capabil să funcționeze ca o singură grupare pentru câțiva ani.
Ruptura dintre cele două facțiuni a fost îndelung așteptată și a apărut atât din motive pragmatice, bazate pe istorii așa precum cea a revoluției eșuate din 1905, cât și din motive teoretice, ale clasei sociale conducătoare, ale alianțelor de clasă și a democrației burgheze, dar și pe motive mult mai prozaice, precum cel al controlului asupra fondurilor partidului. Amândouă facțunile credeau că Rusia nu este dezvoltată atât de mult încât să fi atins punctul de la care socialismul ar fi fost posibil. De aceea, amândouă facțiunile credeau că revoluția prin care aveau să răstoarne regimul țarist avea să fie una burghezo-democratică. Bolșevicii considerau că proletariatul în alianță cu țărănimea trebuiau să conducă revoluția, având ca țel instaurarea dictaturii proletariatului. Pe de altă parte, menșevicii aveau viziunea unei revoluții burghezo-democratice prin victoria căreia ei ar fi avut acces la fotolii ministeriale într-un guvern democratic de coaliție. 
Mulți menșevici au părăsit partidul după învingerea revoluției din 1905 și s-au alăturat organizațiilor de opoziție care funcționau legal. După ceva vreme, Lenin nu a mai răbdat acțiunile menșevice numite "lichidaționiste" (1908) și acest fapt a dus la desprinderea în 1912, cu ajutorul a câțiva menșevici, a facțiunii bolșevice și formarea unui nou partid. Facțiunea menșevicilor s-a scindat mai apoi în 1914, odată cu începerea războiului. Cei mai mulți menșevici s-au opus războiului, dar aripa minoritară de dreapta l-a sprijinit din rațiuni de "apărare națională".  După revoluția din 1917, cei mai mulți menșevici au sprijinit efortul de război sub pretextul "apărării revoluției". Aripa de stânga a partidului, condusă de Martov, și care avea o influență din ce în ce mai mare, a criticat puternic această poziție și se arăta înspăimântată de decizia partidului de a participa la un guvern de coaliție burghezo-socialist.
Poziția mai radicală a lui Lenin a devenit din ce în ce mai populară în timpul primului război mondial, odată cu creșterea împotrivirii față de regimul țarist, iar conducători importanți ai meșevicilor au trecut de partea bolșevicilor, la fel ca Alexandra Kollontai și Lev Troțki, împreună cu grupul lui de sprijinitori. 
Această sciziune a scăzut popularitatea partidului, ei primind mai puțin de 3% din voturi, comparabil cu cele 20% ale bolșevicilor.  Menșevicii de dreapta au sprijinit acțiunile dreptei burgheze împotriva bolșevicilor, în timp ce menșevicii de stânga (majoritari în partid în acel moment) l-au sprijinit pe Lenin în Războiul civil rus care izbucnise. Totuși, facțiunea menșevică de stânga a lui Martov a refuzat să rupă legăturile cu aripa de dreapta, iar rezultatul a fost acela că presa lor era uneori cenzurată sau oprită de la publicare și putea să apară cu intermitență.
Menșevismul a fost declarat în cele din urmă ilegal după Rebeliunea din Kronstadt din 1921.  Un număr de menșevici de frunte au emigrat de atunci. Martov, grav bolnav, a emigrat în Germania, unde a și murit de altfel în 1932. Înainte de a muri, a fondat ziarul "Mesagerul Socialist" cu fonduri date de vechiul său camarad, Lenin. "Mesagerul Socialist" s-a mutat împreună cu centrul menșevic din Berlin în Paris în 1933, mai apoi la New York în 1939, unde a continuat să fie publicat până pe la sfârșitul anilor șaptezeci.

## Articole înrudite
- Istoria Uniunii Sovietice